# Archytas
Archytas, řecky Ἀρχύτας, známý také jako Archytas z Tarentu (428 př. n. l. Taranto – 347 př. n. l. Taranto) byl starořecký matematik, astronom, politik a filozof. Byl klíčovým představitelem pythagorejské školy a blízkým přítelem Platónovým, dle mnohých Platónův vzor při definování ideálu „filozofa na trůně“ (Archytas byl vlivným politikem a stratégem v Tarentu). Jeho učitel byl Filolaos. Je považován za zakladatele mechaniky, je pravděpodobným autorem pseudoaristotelského spisu Mechanica. Definoval tzv. harmonický průměr. Jeho velkým tématem byl problém duplikace krychle; je po něm pojmenována Archytasova křivka, kterou při řešení problému zdvojnásobení krychle použil. Římský spisovatel Aulus Gellius, žijící pět století po Archytasovi, tvrdil, že Archytas navrhl a sestrojil první umělé samohybné létající zařízení, model v podobě ptáka poháněný nejspíše párou. Prý uletěl asi 200 metrů. Archytasovým žákem byl Eudoxos z Knidu. Je možné, že se utopil při ztroskotání lodě u břehů Mattinaty (dnes Itálie) a o této smrti vypráví Horatiova báseň. Je po něm pojmenován kráter na Měsíci.